# Klęka
Klęka is een plaats in het Poolse district  Średzki (Groot-Polen), woiwodschap Groot-Polen. De plaats maakt deel uit van de gemeente Nowe Miasto nad Wartą en telt 920 inwoners.